# Comtat de Montgomery (Alabama)
Montgomery Comtat és un comtat en l'Estat d'Alabama. Mentre del 2010 cens, la seva població era de 229,363 habitants fent-lo el comtat quart amb més població d'Alabama. La seva seu de comtat és Montgomery, la capital de l'estat.

## Història
El comtat de Montgomery va ser establert per dividir el comtat de Monroe el 6 de desembre de 1816. El seu nom és en hono de Lemuel P. Montgomery, un jove oficial de l'Exèrcit dels Estats Units mort a la Batalla de Horseshoe Bend, la batalla final de la Guerra Creek.
La ciutat de Montgomery, de la qual és la seu de comtat, és anomenat per Richard Montgomery, un general americà de la Guerra d'Independència dels Estats Units va mort el 1775 mentre intentava capturar Quebec Ciutat, Canadà.

## Govern, política i infraestructura
Montgomery Comtat és governat per una Comissió de Comtat formada per cinc membres que és elegida per termes de quatre anys.
La Ciutat de Montgomery, localitzada dins al Comtat de Montgomery, serveix com a capital per l'Estat d'Alabama i és la seu de més agències estatal.

## Educació
Universitats al Comtat:
- Huntingdon Universitat
- Faulkner Universitat
- Alabama Universitat Estatal
- Auburn Universitat Montgomery
- Universitat de Virgínia
- Amridge Universitat
- H. Consell Trenholm Tech
- Universitat de Guerra d'Aire dels Estats Units
- Troy Universitat Montgomery